# Liste des îles d'Île-de-France
Il existe de nombreuses îles en Île-de-France, sur la Seine, la Marne et l'Oise.

## Seine

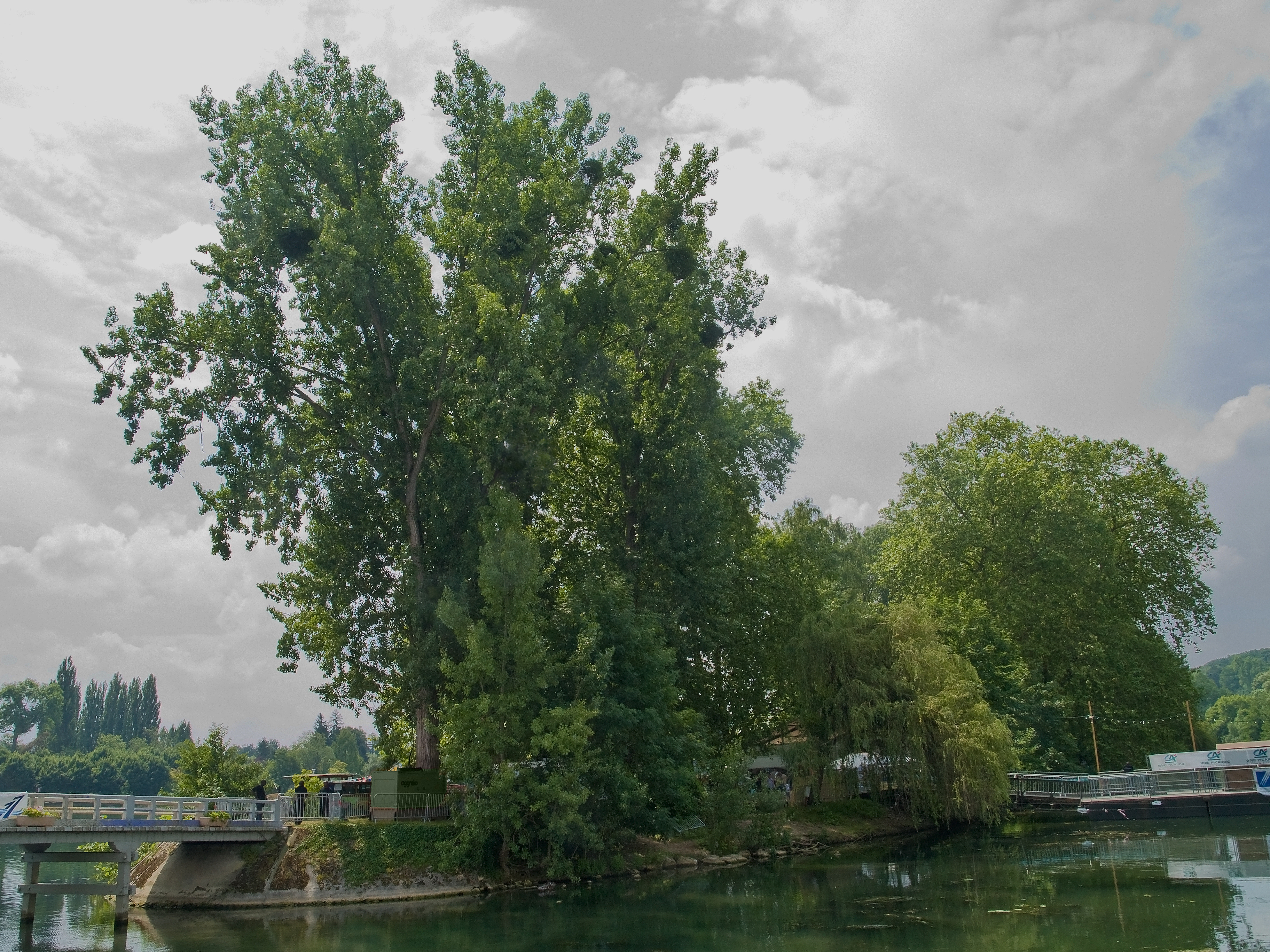
Île du Berceau, Samois-sur-Seine.

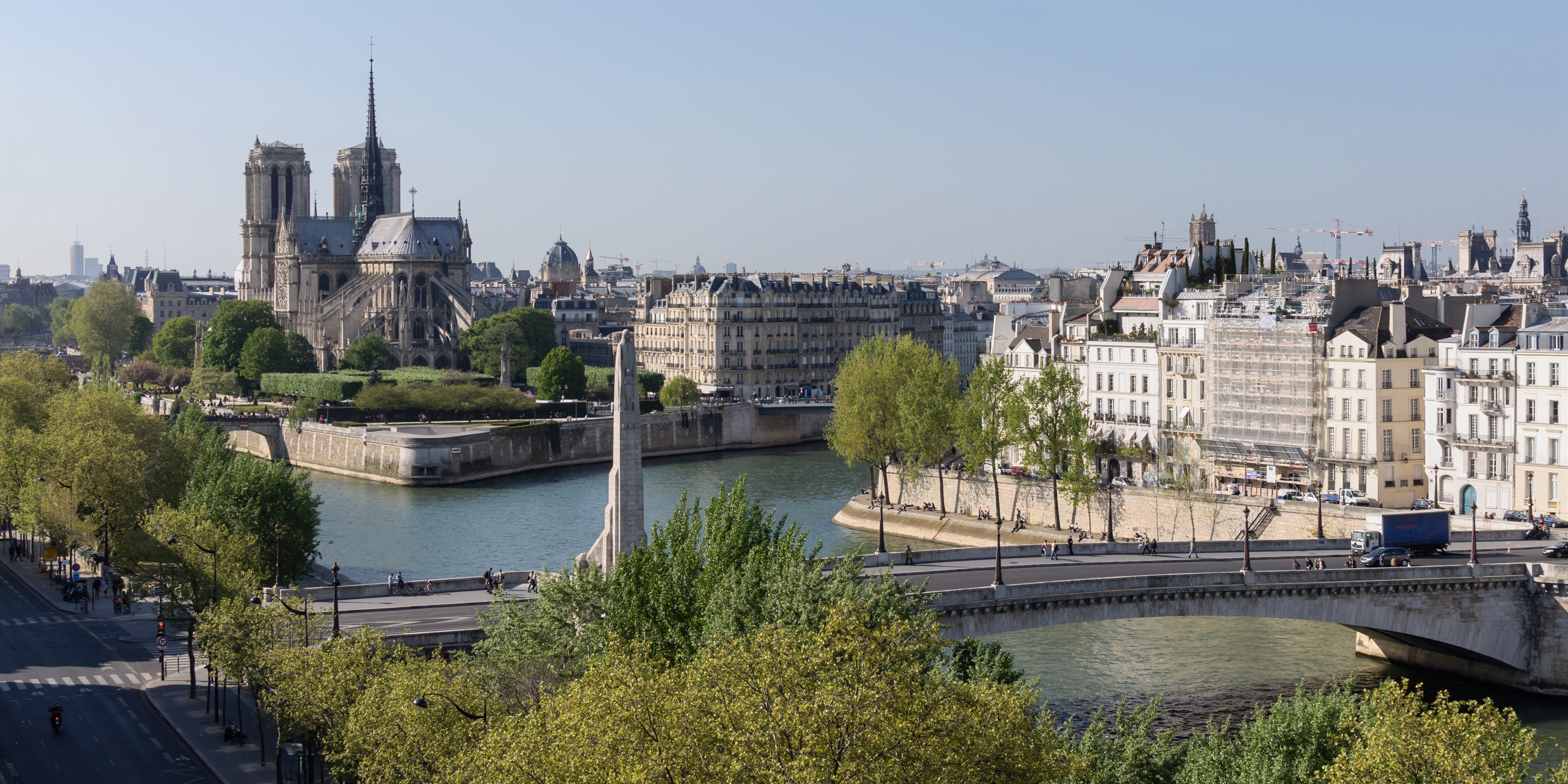
Île de la Cité et île Saint-Louis, Paris.

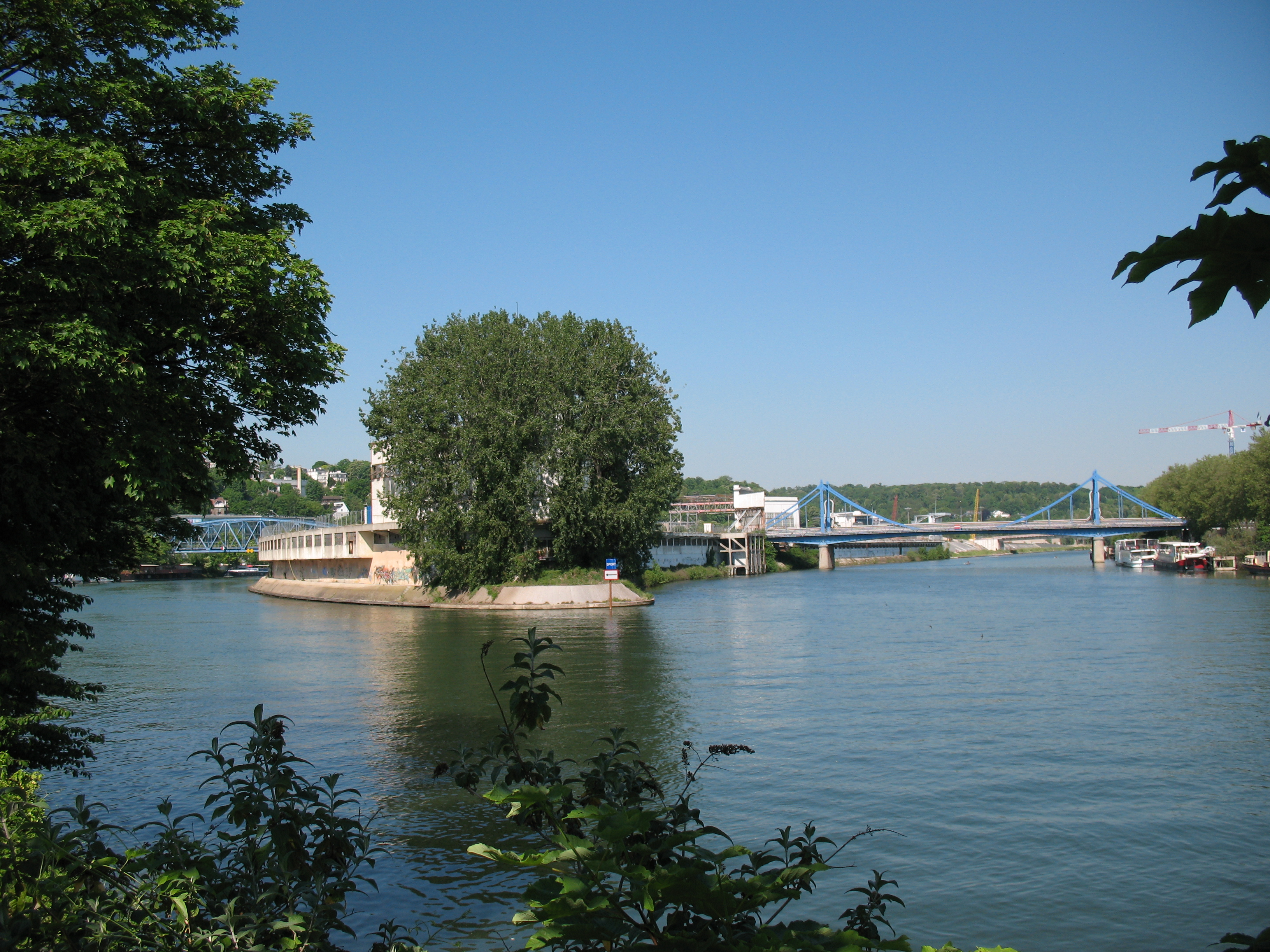
Île Seguin, Boulogne-Billancourt.

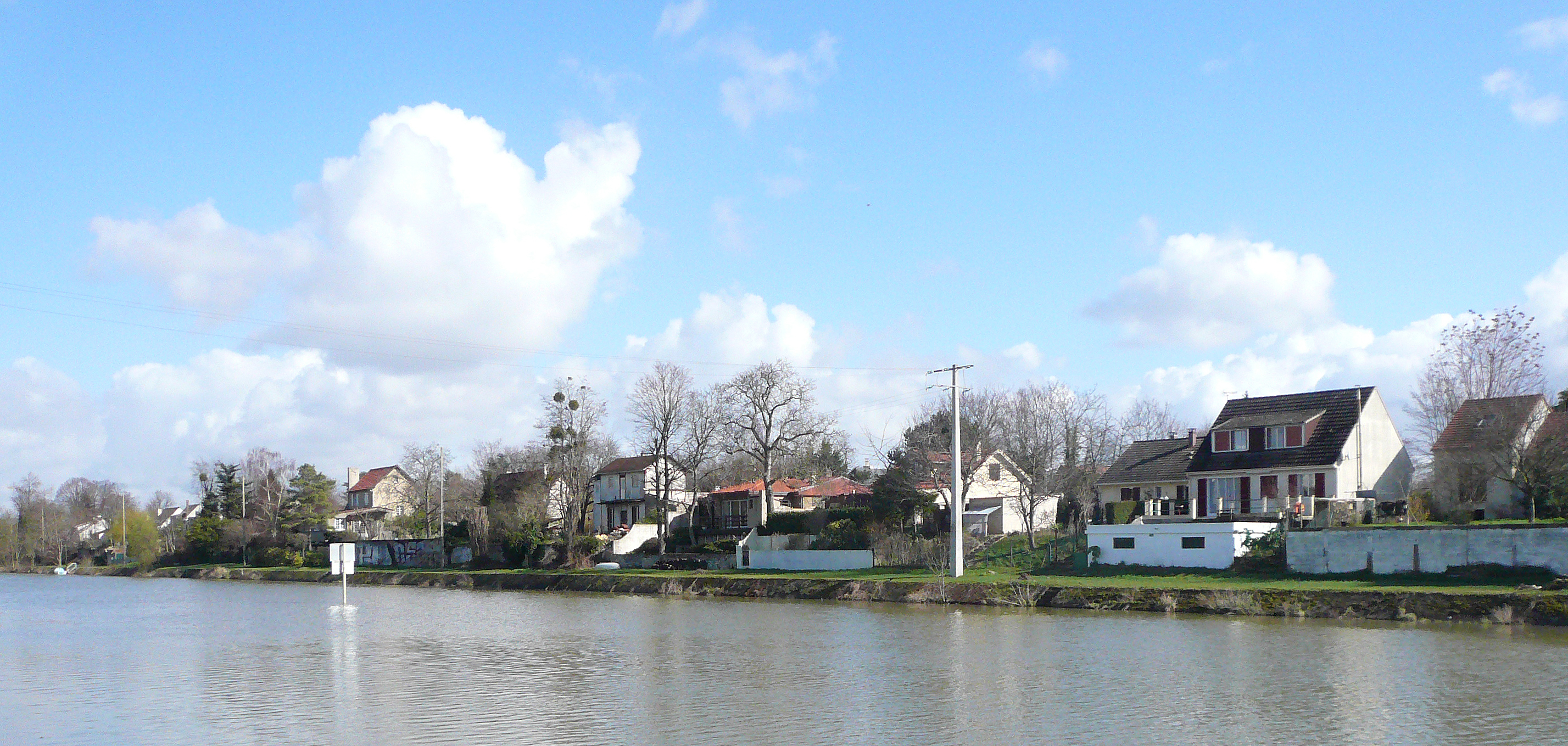
Île de la Dérivation, Carrières-sous-Poissy.

La Seine comporte les îles suivantes, dans le sens amont-aval :

### Seine-et-Marne
- Île du Berceau (Samois-sur-Seine)
- Île aux Barbiers (Samois-sur-Seine)
- Île Saint-Étienne (Melun)

### Essonne
- Île aux Paveurs (Étiolles)

### Paris
- Île Saint-Louis (Paris)
- Île de la Cité (Paris)
- Île aux Cygnes (Paris)

### Hauts-de-Seine
- Île Saint-Germain (Issy-les-Moulineaux)
- Île Seguin (Boulogne-Billancourt)
- Île de Puteaux (Puteaux et Neuilly-sur-Seine)
- Île de la Jatte (Levallois-Perret et Neuilly-sur-Seine)
- Deux îles parallèles rattachées aux quais à la suite de remblaiements liés au prolongement de la ligne 13 et à la construction du nouveau pont de Clichy (vers 1975/1977) :
  - Île des Ravageurs (ou île de la Recette) : abrite le célèbre Cimetière des Chiens (Asnières-sur-Seine)
  - Île Robinson (Asnières-sur-Seine / Clichy)

- Île Vailard (Asnières sur Seine)

### Seine-Saint-Denis
- Île Saint-Denis (commune de L'Île-Saint-Denis). Elle est constituée par la réunion, à la fin du XIXe siècle, de quatre îlots : l'île Saint-Denis, l'île du Châtelier, l'île des Vannes et l'île du Javeau.

### Yvelines
- Île des Impressionnistes (Chatou)
- Île de la Loge (Le Port-Marly)
- Île de la Chaussée (Bougival)
- Île Corbière (Le Pecq)
- Île de la Borde (Maisons-Laffitte)
- Île de la Commune (Le Mesnil-le-Roi et Maisons-Laffitte)
- Île d'Herblay (Herblay)
- Île de Conflans (Conflans-Sainte-Honorine)
- Île Nancy (Andrésy)
- Île de la Dérivation (Carrières-sous-Poissy)
- Île de Migneaux (Poissy)
- Île de Villennes (Villennes-sur-Seine)
- Île de Platais (Médan)
- Île d'Hernière (Triel-sur-Seine)
- Île du Fort (Meulan-en-Yvelines)
- Île Belle (Meulan-en-Yvelines)
- Île de Mézy (Mézy-sur-Seine)
- Île de Juziers (Juziers)
- Île de Vaux (Vaux-sur-Seine)
- Île de Rangiport (Gargenville)
- Île aux Dames (Limay et Mantes-la-Jolie)
- Île l'Aumône (Mantes-la-Jolie)
- Île de Haute Isle (Moisson)
- Île de Bouche (Moisson)
- Grande Île  (Bennecourt)
- Île de la Flotte (Bennecourt)

## Marne
La Marne comporte les îles suivantes, dans le sens amont-aval :

### Seine-et-Marne

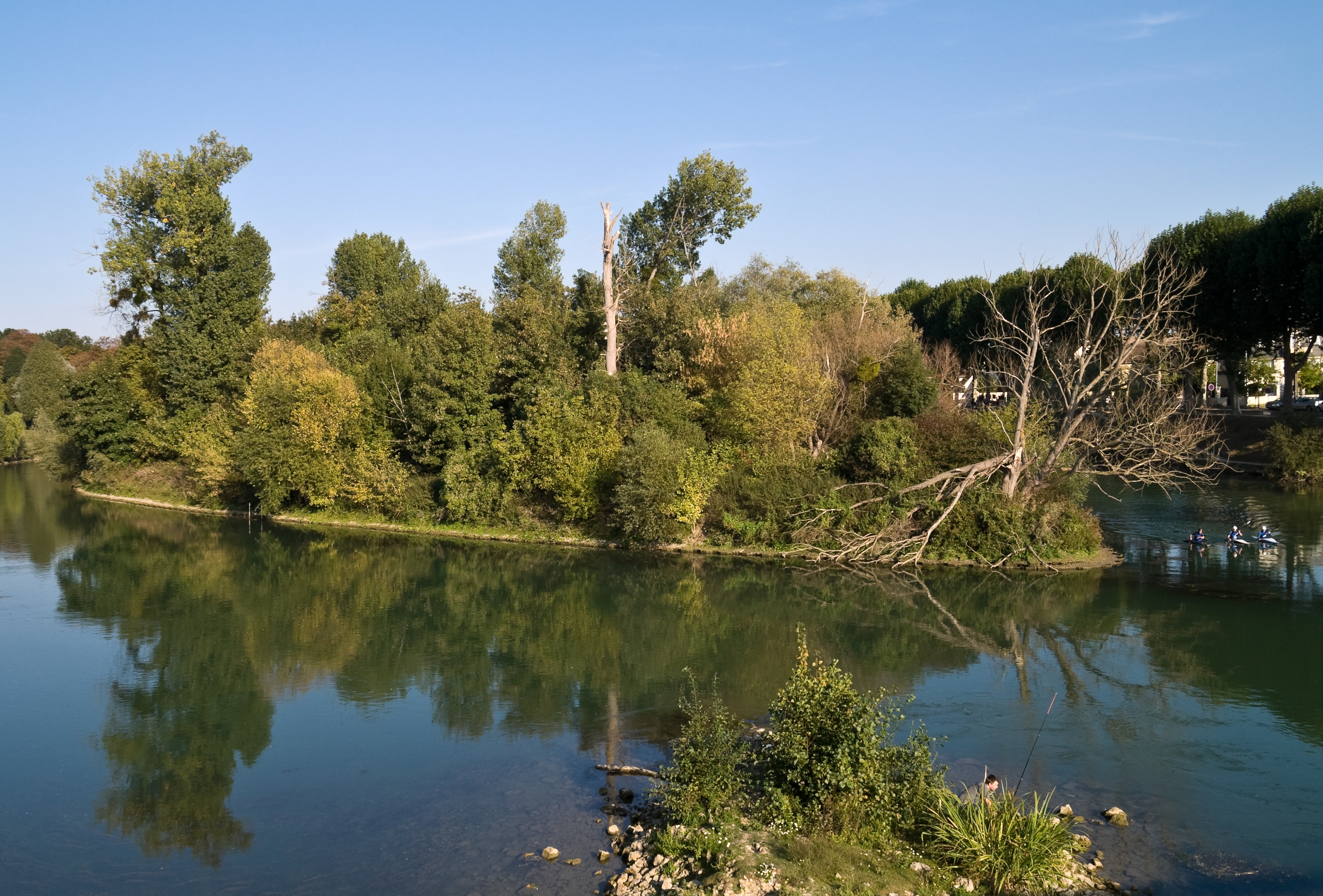
L'île Refuge, sur la Marne, dans la réserve naturelle régionale des îles de Chelles.

- Île du Moulin de Notre-Dame (Ussy-sur-Marne)
- Île de la Fosse Tournille (Ussy-sur-Marne)
- Île de la Cornaille (Congis-sur-Thérouanne)
- l'île Ancre (Congis-sur-Thérouanne)
- Île aux Bœufs (Varreddes)
- Île Françon (Germigny-l'Évêque)
- l'Île-Saint-Denis (Mareuil-lès-Meaux)
- Île de la Chappe (Mareuil-lès-Meaux)
- la Petite Île (Mareuil-lès-Meaux)
- Grande Îlette (Isles-lès-Villenoy)
- Île Henriet (Jablines)
- Île aux Vaches (Jablines)
- Île de Vaires (Vaires-sur-Marne et Chelles)
- la Belle Île (Chelles)

### Seine-Saint-Denis
- la Haute Île (Neuilly-sur-Marne)

### Val-de-Marne
- Île d'Amour (Bry-sur-Marne)

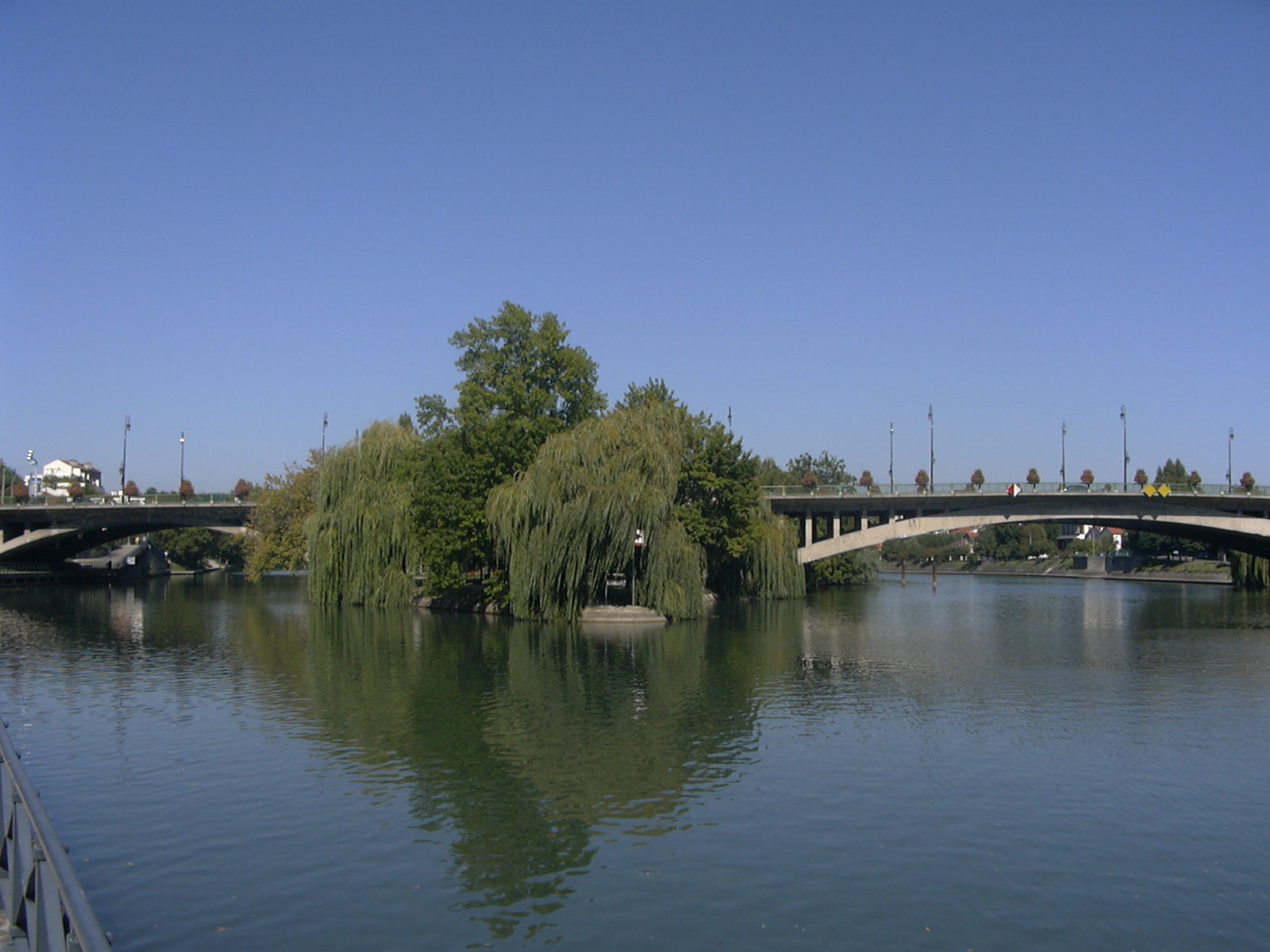
À Joinville-le-Pont.

- Île des Loups (Nogent-sur-Marne et Le Perreux-sur-Marne)
- Île Fanac (Joinville-le-Pont)
- Île du Martin Pêcheur (Champigny-sur-Marne)
- Île de l'Abreuvoir (Champigny-sur-Marne)
- Île de Champigny (Champigny-sur-Marne)
- Île des Gords (Champigny-sur-Marne)
- Île Pissevinaigre (Champigny-sur-Marne)
- Île des Cormorans (Saint-Maur-des-Fossés)
- Île des Vignerons (Chennevières-sur-Marne)
- Île d'Amour (Chennevières-sur-Marne)
- Île de Casenave (Saint-Maur-des-Fossés)
- Le Bec de canard (Bonneuil-sur-Marne)
- Île de Brétigny (Bonneuil-sur-Marne et Sucy-en-Brie)
- Île du Moulin bateau (Bonneuil-sur-Marne)
- Île des Ravageurs (Créteil)
- Île Sainte-Catherine (Créteil)
- Île de la Guyère (Créteil)
- Île Brise-Pain (Créteil)
- Île des Saints Pères (Joinville-le-Pont)
- Île des Corbeaux (Saint-Maurice)
- Île de Charentonneau (Maisons-Alfort)
- Île Rouge (Saint-Maurice)
- Île de l'Hospice (Saint-Maurice)
- Île Martinet (Charenton-le-Pont)

## Oise
L'Oise comporte les îles suivantes, dans le sens amont-aval :

### Val-d'Oise

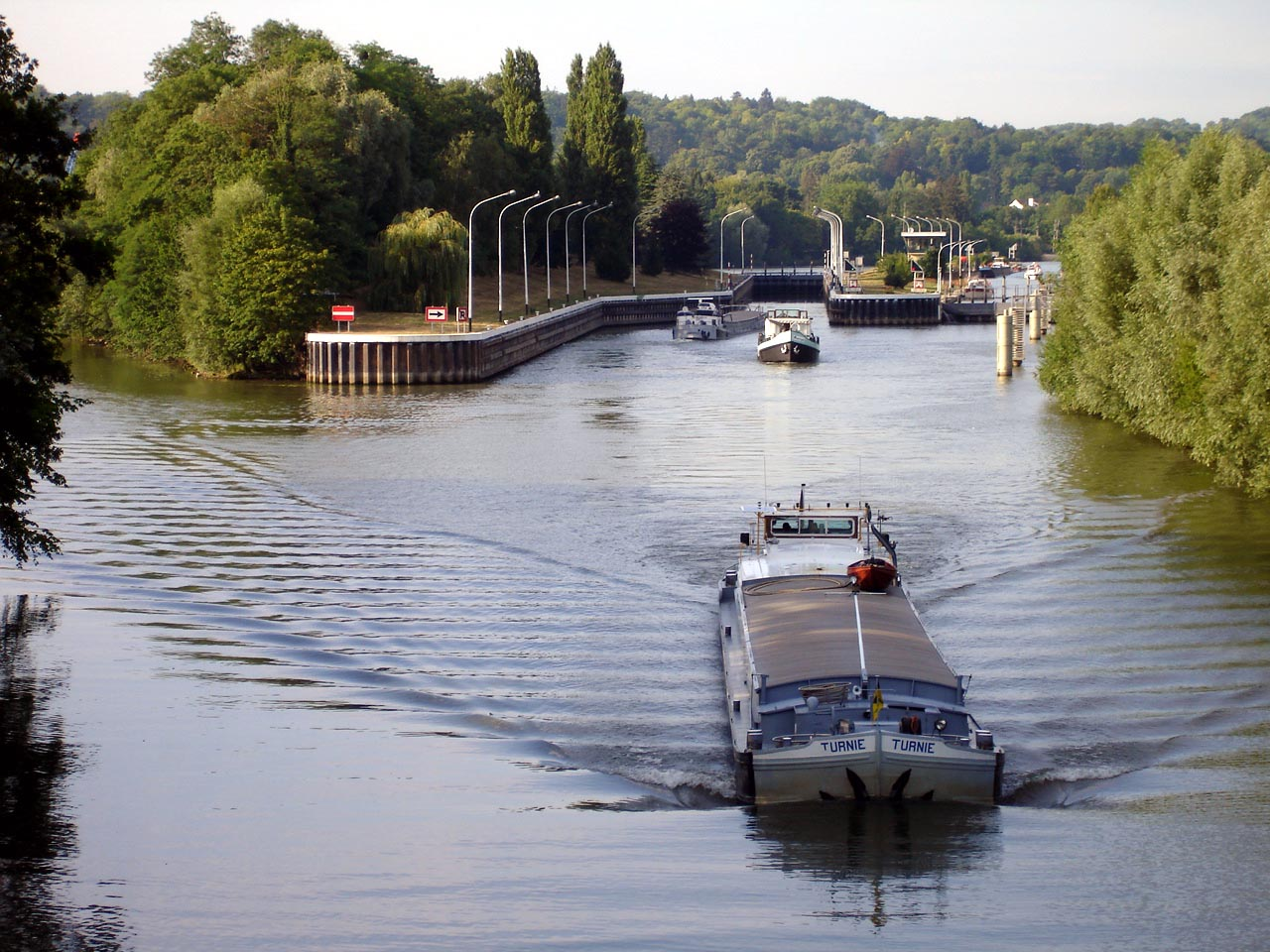
Île de la Dérivation, L'Isle-Adam.

- Île des Aubins (Bruyères-sur-Oise)
- Île de Champagne (Champagne-sur-Oise)
- Île de la Dérivation (L'Isle-Adam)
- Île du Prieuré (L'Isle-Adam)
- Île de la Cohue (L'Isle-Adam)
- Île de Vaux (Méry-sur-Oise)
- Île de Pothuis (Pontoise)
- Île Saint-Martin (Pontoise)
- Île de la Dérivation (Saint-Ouen-l'Aumône et Éragny)